# Лукреций (лунный кратер)
Кратер Лукреций (лат. Lucretius) — большой ударный кратер в экваториальной области обратной стороны Луны. Название присвоено в честь римского поэта и философа Тита Лукреция Кара (ок. 99—55 до н. э.) и утверждено Международным астрономическим союзом в 1970 г. Образование кратера относится к позднеимбрийскому периоду.

## Описание кратера
Кратер Лукреций образован в толще пород выброшенных при образовании кратера Герцшпрунг находящегося на севере-северо-востоке. Другими ближайшими соседями кратера являются кратер Киронс на востоке-юго-востоке и кратер Фридман на юго-западе. На северо-западе от кратера Лукреций находится цепочка кратеров Лукреция; на северо-востоке цепочка кратеров Майкельсона. Селенографические координаты центра кратера 8°13′ ю. ш. 121°14′ з. д. / 8,22° ю. ш. 121,24° з. д., диаметр 64,6 км, глубина 2,7 км.
Кратер Лукреций имеет полигональную форму и практически не разрушен. Вал с четко очерченной острой кромкой. Внутренний склон вала террасовидной структуры. Высота вала над окружающей местностью достигает 1230 м, объем кратера составляет приблизительно 3400 км³. Дно чаши пересеченное со множеством холмов, не имеет приметных структур.

## Сателлитные кратеры
| Лукреций | Координаты                                           | Диаметр, км |
| -------- | ---------------------------------------------------- | ----------- |
| C        | 3°48′ ю. ш. 114°49′ з. д. / 3,8° ю. ш. 114,82° з. д. | 21,7        |
| U        | 7°48′ ю. ш. 124°11′ з. д. / 7,8° ю. ш. 124,18° з. д. | 23,3        |

## См.также
- Список кратеров на Луне
- Лунный кратер
- Морфологический каталог кратеров Луны
- Планетная номенклатура
- Селенография
- Минералогия Луны
- Геология Луны
- Поздняя тяжёлая бомбардировка